# Thing de todos los gautas
El Thing de todos los gautas (en idioma sueco: Alla götars ting) fue el Thing (asamblea de los hombres libres) que se celebraba desde la prehistoria hasta la Edad Media en Skara, Västergötland, Suecia. Aunque su nombre sugiere que solo implicaba a los gautas, afectaba tanto a los habitantes de Västergötland como a los de Dalsland. El thing se describe en la ley de los godos del oeste (Västgötalagen). 
Tuvo su equivalente en Östergötland, según la ley de los godos del este (Östgötalagen), llamado Lionga thing, y que se celebraba en Linköping.
Todos los hombres libres o bóndis capaces de sostener un arma, tenían derecho a participar. La asamblea estaba presidida por un lagman y su contraparte entre los suiones (suecos) de Gamla Uppsala era el Thing de todos los suecos.